# Ракія

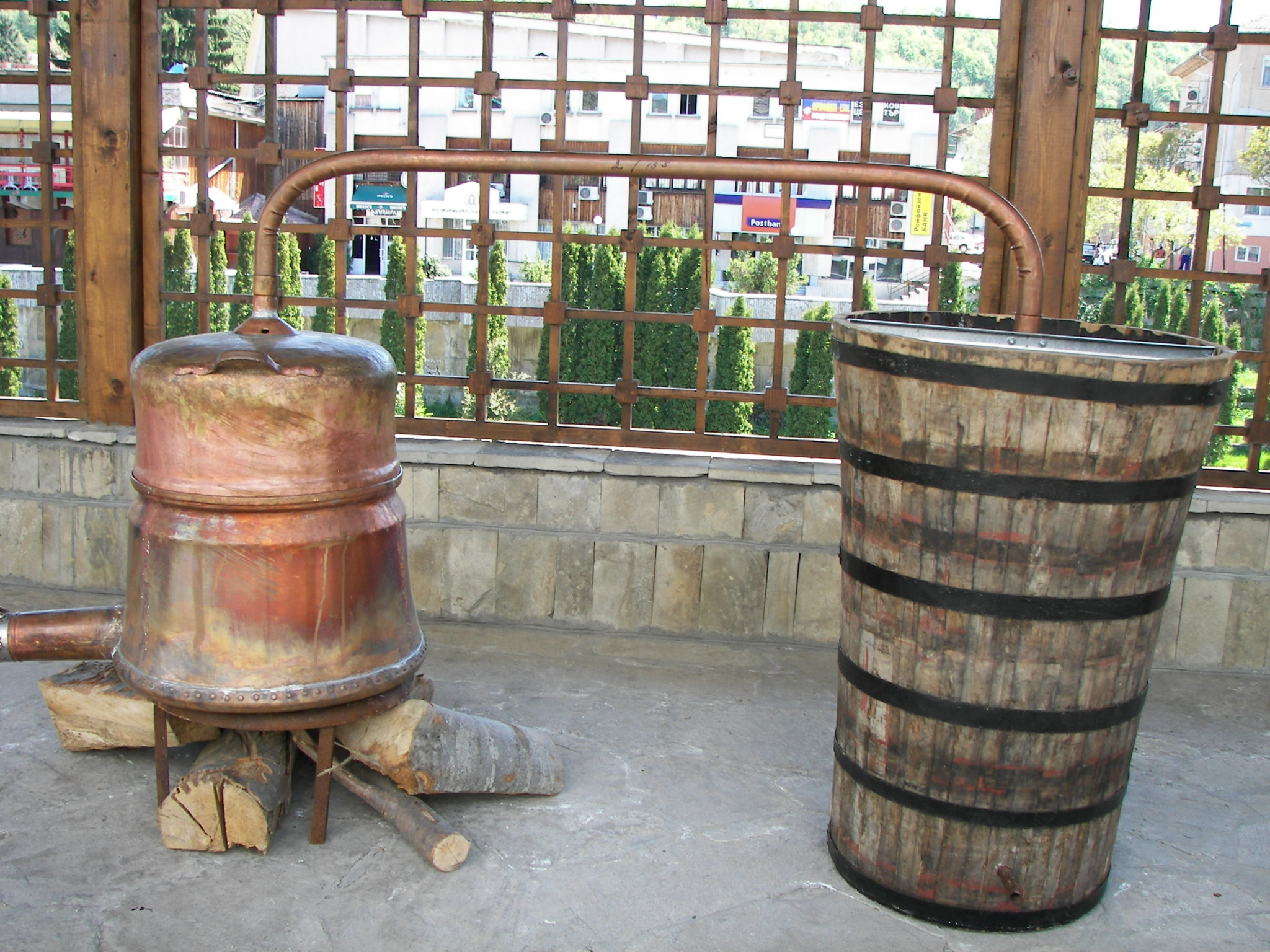

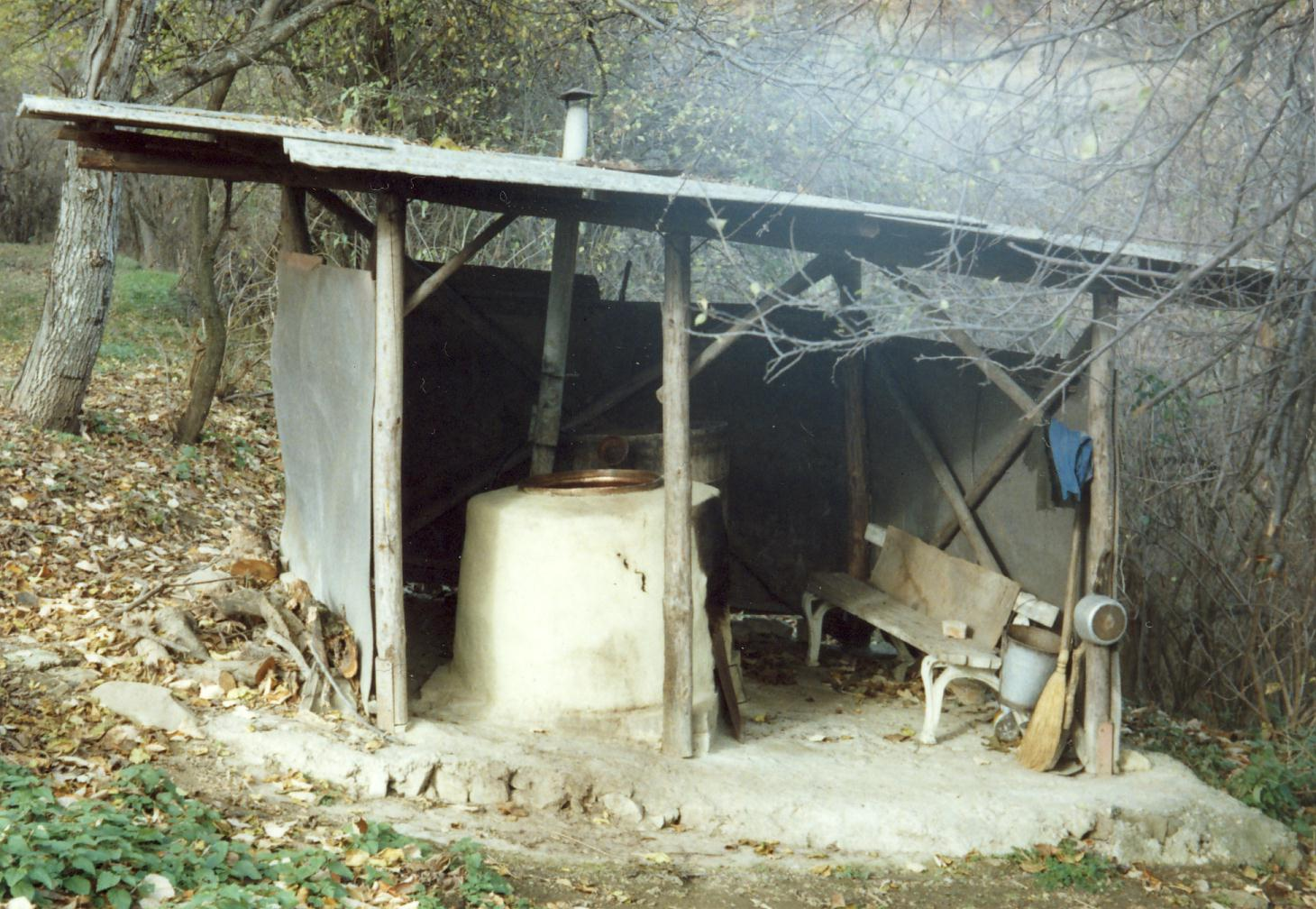
Варіння ракії в домашніх умовах, Болгарія

Ра́кія (болг. ракия, серб. і мак. ракија, хорв. rakija) — міцний алкогольний напій, аналогічний бренді, одержуваний дистиляцією ферментованих фруктів, популярних на Балканах. Звичайна міцність 40 %, але домашня ракія може бути міцнішою — від 60 до 70 %. Ракія подвійної дистиляції називається «препечениця» (prepečenica, препеченица), «препек» (prepek, препек). Міцність «препечениця» (prepečenica, препеченица), «препека» (prepeka, препека) іноді перевищує 80 %.
Назва «ракія» походить від найменування схожого за технологією арабського напою «арак» - запозиченого, вочевидь, за турецького посередництва.
Ракію можна розглядати як традиційний національний напій південно-слов'янських народів і румунів: вона популярна в Боснії та Герцеговині, Болгарії, Хорватії, Чорногорії, Македонії, Сербії, Румунії, Молдові, Криті й Туреччині. Найпоширенішою формою ракії є сливовиця, що виготовляється зі слив. Використовують також виноград, персики , абрикоси, яблука, груші, черешні, інжир, шовковицю та айву. Існує також і ракія, до складу якої входять різні фрукти. Сливова та виноградна ракії іноді змішуються після дистиляції з іншими інгредієнтами, такими як трави, аніс, мед, вишня та горіхи.
Основна відмінність від горілки — витримка продукту дистиляції в дубових бочках (як бренді або коньяк). Мінімальний термін витримки болгарської ракії, наприклад, 6 місяців.
У 2007 сербська ракія під назвою «сербська ракія сливовиця» отримала сертифікат ЄС, ставши першим захищеним продуктом Сербії, який має географічне походження.
| Фрукти                  | у колишній Югославії                | в Болгарії                                                                               |
| Основні типи            | Основні типи                        | Основні типи                                                                             |
| ----------------------- | ----------------------------------- | ---------------------------------------------------------------------------------------- |
| Сливи                   | Šljivovica, шљівовіца               | Сливова (slivova) сливовиця (slivovitsa) шльокавиця (shliokavitsa)                       |
| Виноград                | Lozovača / loza, Лозова             | Гроздова (grozdova) гроздовиця (grozdovitsa) грозданка (grozdanka) мускатова (muskatova) |
| Виноградна макуха (kom) | Komovica, комова                    | Джиброва (dzhibrova) джибровиця (dzhibrovitsa)                                           |
| Абрикоси                | Kajsijevača, кајсіјевача            | Кайсіева (kaysieva)                                                                      |
| Груші                   | Kruškovača, vilijamovka, крушковача | Крушева (krusheva)                                                                       |
| Яблука                  | Jabukovača, јабуковача              | Яб'лкова (yab'lkova)                                                                     |
| Айва                    | Dunjevača, дуњевача                 | Дюлева (dyuleva)                                                                         |
| Інжир                   | Smokvovača, смоквовача              | Смокінова (smokinova)                                                                    |
| Черешня                 | -                                   | Черешова (chereshova)                                                                    |
| Фрукти                  | -                                   | Плодова (plodova)                                                                        |
| Пелюстки троянд         | -                                   | Гюлова                                                                                   |
| З додатками             |                                     |                                                                                          |
| З травами               | Travarica / trava, Травариця        | Білкова (bilkova)                                                                        |
| З анісом                | -                                   | Анасонлійка (anasonlijka)                                                                |
| З горіхами              | Orahovača / orahovica, ораховача    | -                                                                                        |
| З медом                 | Medovača / medenica, медовача       | -                                                                                        |
| З вишнею                | Višnjevac / višnjevača, вішњевача   | -                                                                                        |

## Назви ракії у різних народів
- Албанія: raki (a)
- Боснія і Герцоговина: rakija/ракија
- Болгарія: ракия
- Хорватія: rakija
- Чехія: pálenka
- Угорщина: pálinka
- Північна Македонія: ракија
- Чорногорія: ракија/rakija
- Румунія: rachiu / răchie, ţuică, palincă
- Сербія: ракија/rakija
- Словаччина: pálenka
- Словенія: žganje
- Туреччина: Раки